# غوستاف نيومان
غوستاف نيومان (بالألمانية: Gustav Richard Neumann)‏ هو لاعب شطرنج ألماني، ولد في 15 ديسمبر 1838 في غليفيتسه في بولندا، وتوفي في 16 فبراير 1881 في بوزنان في بولندا.

## وصلات خارجية
- غوستاف نيومان على موقع مباريات الشطرنج (الإنجليزية)
- غوستاف نيومان على موقع 365Chess.com (الإنجليزية)
- غوستاف نيومان على موقع Chesstempo.com (الإنجليزية)